# Gand-Wevelgem femminile 2024
La Gand-Wevelgem femminile 2024, dodicesima edizione della corsa e valevole come nona prova dell'UCI Women's World Tour 2024 categoria 1.WWT, si svolse il 24 marzo 2024 su un percorso di 171,2 km, con partenza da Ypres e arrivo a Wevelgem, in Belgio. La vittoria andò all'olandese Lorena Wiebes, la quale completò il percorso in 4h16'19", alla media di 40,075 km/h, precedendo le italiane Elisa Balsamo e Chiara Consonni.
Sul traguardo di Wevelgem 89 cicliste, delle 142 partite da Ypres, portarono a termine la competizione.

## Squadre e corridori partecipanti
| N.      | Cod. | Squadra                        |
| ------- | ---- | ------------------------------ |
| 1-6     | SDW  | Team SD Worx-Protime           |
| 11-16   | AGS  | AG Insurance-Soudal Team       |
| 21-26   | CSR  | Canyon-SRAM Racing             |
| 31-36   | WNT  | Ceratizit-WNT Pro Cycling Team |
| 41-46   | FST  | FDJ-Suez                       |
| 51-56   | FED  | Fenix-Deceuninck               |
| 61-66   | HPW  | Human Powered Health           |
| 71-76   | LTK  | Lidl-Trek                      |
| 81-86   | LAJ  | Liv AlUla Jayco                |
| 91-96   | MOV  | Movistar Team                  |
| 101-106 | CGS  | Roland                         |
| 111-116 | DFP  | Team DSM-Firmenich PostNL      |

| N.      | Cod. | Squadra                        |
| ------- | ---- | ------------------------------ |
| 121-126 | TVL  | Team Visma-Lease a Bike        |
| 131-136 | UAD  | UAE Team ADQ                   |
| 141-146 | UXM  | Uno-X Mobility                 |
| 151-156 | COF  | Cofidis Women Team             |
| 161-166 | ARK  | Arkéa-B&B Hotels Women         |
| 171-176 | CHE  | Chevalmeire                    |
| 181-186 | EFC  | EF Education-Cannondale        |
| 191-196 | LPW  | Lifeplus Wahoo                 |
| 201-206 | LDL  | Lotto Dstny Ladies             |
| 211-216 | PRO  | Proximus-Cyclis CT             |
| 221-226 | HPU  | Team Coop-Repsol               |
| 231-236 | VWT  | VolkerWessels Pro Cycling Team |

## Ordine d'arrivo (Top 10)
| Pos. | Corridore               | Squadra  | Tempo    |
| ---- | ----------------------- | -------- | -------- |
| 1    | Lorena Wiebes           | SD Worx  | 4h16'19" |
| 2    | Elisa Balsamo           | Lidl     | s.t.     |
| 3    | Chiara Consonni         | UAE      | s.t.     |
| 4    | Charlotte Kool          | DSM      | s.t.     |
| 5    | Maria G. Confalonieri   | Uno-X    | s.t.     |
| 6    | Arlenis Sierra          | Movistar | s.t.     |
| 7    | Puck Pieterse           | Fenix    | s.t.     |
| 8    | Thalita de Jong         | Lotto    | s.t.     |
| 9    | Christina Schweinberger | Fenix    | s.t.     |
| 10   | Maggie Coles-Lyster     | Roland   | s.t.     |